# 曲公伸臂橋
曲公伸臂橋位於四川省涼山州木裡縣，文物年代判定為民國。2012年7月16日公佈為四川省文物保護單位。曲公伸臂橋位於四川省涼山彝族自治州木裡藏族自治縣麥日鄉曲公村曲公組，架設于水洛河（又名“無量河”〉之上。建于民國初期的曲公伸臂橋，橋長25米，兩頭寬6.2米，中間窄，最窄處只有1米寬。該橋底座從側面看呈倒三角形，立面呈梯形，底邊對角直徑約為5米×10米，僅橋墩外觀就有60層組合體，伸臂挑7簷，暗中夾層數級，全用20多公分至40公分的松樹園木及塊石相互搭配，層層疊疊挑梁懸臂，挑梁錯落有致，懸臂伸出有力，經久耐用至今。曲公伸臂橋結構獨到，是在古代一種叫“交橋”的基礎上，巧妙的應用古人發明的“公母樺”及斜插樣的力學原理搭建而成，具有藏式古代橋樑建築風格和地方民族特色。2006年，曲公仲臂橋被木裡縣人民政府公佈為縣級文物保護單位。